# Tylochromis pulcher
Tylochromis pulcher är en fiskart som beskrevs av Stiassny, 1989. Tylochromis pulcher ingår i släktet Tylochromis och familjen Cichlidae. IUCN kategoriserar arten globalt som livskraftig. Inga underarter finns listade i Catalogue of Life.